# Reece Hodge
Reece Hodge (Manly, 26 agosto 1994) è un rugbista a 15 australiano, che gioca come utility back nel Bayonne.

## Biografia
Dopo due stagioni disputate in Shute Shield con il club della città natale Manly, Hodge nel 2016 firmò un contratto biennale con i Melbourne Rebels, squadra con la quale, nello stesso anno, debuttò in Super Rugby segnando venti punti contro i Western Force. A livello professionistico giocò anche, nell'interstagione, due annate di National Rugby Championship: nel 2015 con i North Harbour Rays e nel 2016 con i Melbourne Rising. Nel corso della stagione 2023 diventò il primo giocatore a raggiungere cento presenze in Super Rugby con la franchigia australiana; questo traguardo coincise con la sua ultima apparizione con i Rebels, di cui è anche il miglior marcatore di sempre con 573 punti. A partire dall'annata successiva militò, infatti, in Francia nel Bayonne, con cui sottoscrisse un contratto triennale.
Hodge giocò il Campionato mondiale giovanile di rugby 2013 con la selezione giovanile australiana. Nel maggio 2016 fu convocato nell'Australia per preparare le partite estive contro l'Inghilterra al posto dell'infortunato Mike Harris, ma non riuscì a debuttare. Per l'esordio con gli Wallabies dovette aspettare la seconda giornata del The Rugby Championship 2016, dove entrò dalla panchina contro la Nuova Zelanda e segnò i suoi primi punti internazionali frutto di un calcio di punizione. Successivamente, marcò la sua prima meta in nazionale nella partita con il Galles del novembre 2016. Una frattura alla caviglia, che gli fece saltare la sessione di test-match dell'autunno 2018, mise fine ad un triennio dove, a partire dal debutto, mancò una sola sfida tra quelle disputate dagli Wallabies. Tornato in occasione del The Rugby Championship 2019, si guadagnò la convocazione alla Coppa del Mondo di rugby 2019, nel corso della quale giocò due partite tra cui il quarto di finale perso contro l'Inghilterra. Nei tre anni seguenti, accumulò altri 24 caps con la sua nazionale raggiungendo il traguardo della cinquantesima presenza nel primo incontro con il Sudafrica durante il The Rugby Championship 2021. Schierato titolare nella prima partita del The Rugby Championship 2023, la prima con Eddie Jones come nuovo commissario tecnico dell'Australia, non fu, poi, più convocato e mancò la Coppa del Mondo di rugby 2023.